# ジョセフ・マッカーシー
ジョセフ・レイモンド・“ジョー”・マッカーシー（Joseph Raymond "Joe" McCarthy,  1908年11月14日 - 1957年5月2日）は、アメリカ合衆国の政治家。ウィスコンシン州選出の共和党上院議員（任期：1947年1月3日 - 1957年5月2日）。
マッカーシーとそのスタッフは、「マッカーシズム」と呼ばれたアメリカ合衆国政府と娯楽産業における共産党員と、共産党員と疑われた者への攻撃的非難行動で知られる。

## 経歴

### 生い立ち

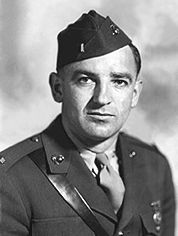
従軍中のマッカーシー

1908年11月14日にウィスコンシン州グランド・シュートで、アイルランド系の家庭（父方の祖父と母がアイルランド出身）に生まれる。実家は農場を経営していた。1930年から1935年までミルウォーキーのマーケット大学で法律を学び、弁護士の資格を取った。シャワノの町の法律事務所で働きながら、1936年に民主党員として治安判事になるための運動に乗り出したものの選出されず、1939年に巡回裁判官に当選した。

### 従軍
1941年12月にアメリカ合衆国が第二次世界大戦に参戦。マッカーシーは兵役免除を受けられる立場だったにも関わらず、海兵隊の大尉として軍務に就いた。彼は南太平洋の爆撃任務に照準手および後部銃座手として戦闘に参加し、このことから「テールガンナー・ジョー」という渾名が付き、彼自身も選挙運動などで好んで使った。
1944年にまだ軍務に就いていた彼は共和党に鞍替えすると共にウィスコンシン州の共和党上院議員候補者指名のための予備選挙に立候補したが、現職のアレクサンダー・ワイリーを前に惨敗を喫した。1945年4月に軍隊を除隊した。

### 上院議員
巡回裁判官の地位を反対なく再選出された後、彼は1946年の上院議員選挙のためにより組織的な運動を始め、ウィスコンシン州現役上院議員のロバート・M・ラフォレット・ジュニアに挑んで、激しい選挙運動の末僅差で候補者への指名を勝ち取り、本選挙でも民主党の対立候補に大差をつけて初当選した。
最初の上院議員の任期中、マッカーシーは注目されなかった。議会での法案投票において彼は保守的だったが、共和党の方針に完全に従ったわけではなかった。しかし大衆とメディアの注意を惹くことに長けていたマッカーシーは、たくさんの異なった組織に対し非常に多くの演説を行った。その主題は広範囲にわたっていた。彼の最も注目に値する初期のキャンペーンは住宅法と反砂糖配給制度だった。マッカーシーの横顔が全国的に知られるようになったのは、1950年2月9日にウェストバージニア州のホイーリングにおける共和党女性クラブでの演説の後だった。
マッカーシーの演説での言葉は、当時きちんと演説内容が記録されておらず、メディアの存在もきわめて少なかったため、現在議論の対象となっている。しかしこの時彼が1つの文書を示し「国務省で働いている著名な共産主義者のリストを持っている」と主張した点で、衆目は一致している。演説のある報告では「私は正規の党員であるかまたは共産党に確かに忠誠であると思われる人物の205人の実例のリストを手に持っている」としている。マッカーシー自身は、57人の既知の共産党員に言及したのであり、205人という数字は国務省に雇われている者のうち、色々な安全上の理由から雇うべきでない者の数であると述べている。述べられた正確な数は、マッカーシーに対する偽証罪の告発の時に一時問題となった。

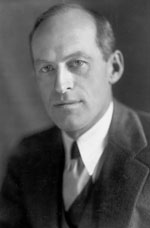
タイディングス上院議員

単に国家への忠誠心についてだけで無く、酒の飲み過ぎや無能力など、色々な問題点を持っている職員をリストしている国務省の文書が存在していたのは事実である。しかしマッカーシーの演説は、ヨーロッパにおけるソビエト連邦の侵略の可能性と、マッカーシーの演説と同時に進行しているアルジャー・ヒスの裁判に注目している国家にとっては衝撃的だった。
マッカーシー自身も演説へのメディアの大きな反応に驚き、そして絶え間なくその後告発し、共産党員数の両方をコロコロと修正したが、それは彼のやり方の特徴的な側面だった。数日後ユタ州ソルトレイクシティにおいて57人の数字を示し、そして2月20日の上院では81人と主張する、といった具合に。彼はこれら全ての例を議論したマラソンスピーチを行ったが、その根拠は希薄か、存在しないものだった。にも拘わらず、演説の衝撃は大きかった。上院は告発を調査するためミラード・タイディングスを長とする委員会を招集し、これらは事実無根であることがそのうちに分かった。しかしマッカーシーのような有力な議員に対しては、所詮無力だった。彼は告発を少しだけ変え、そしてそれを上院や報道に対して示すのだった。

### 反共主義と赤狩り

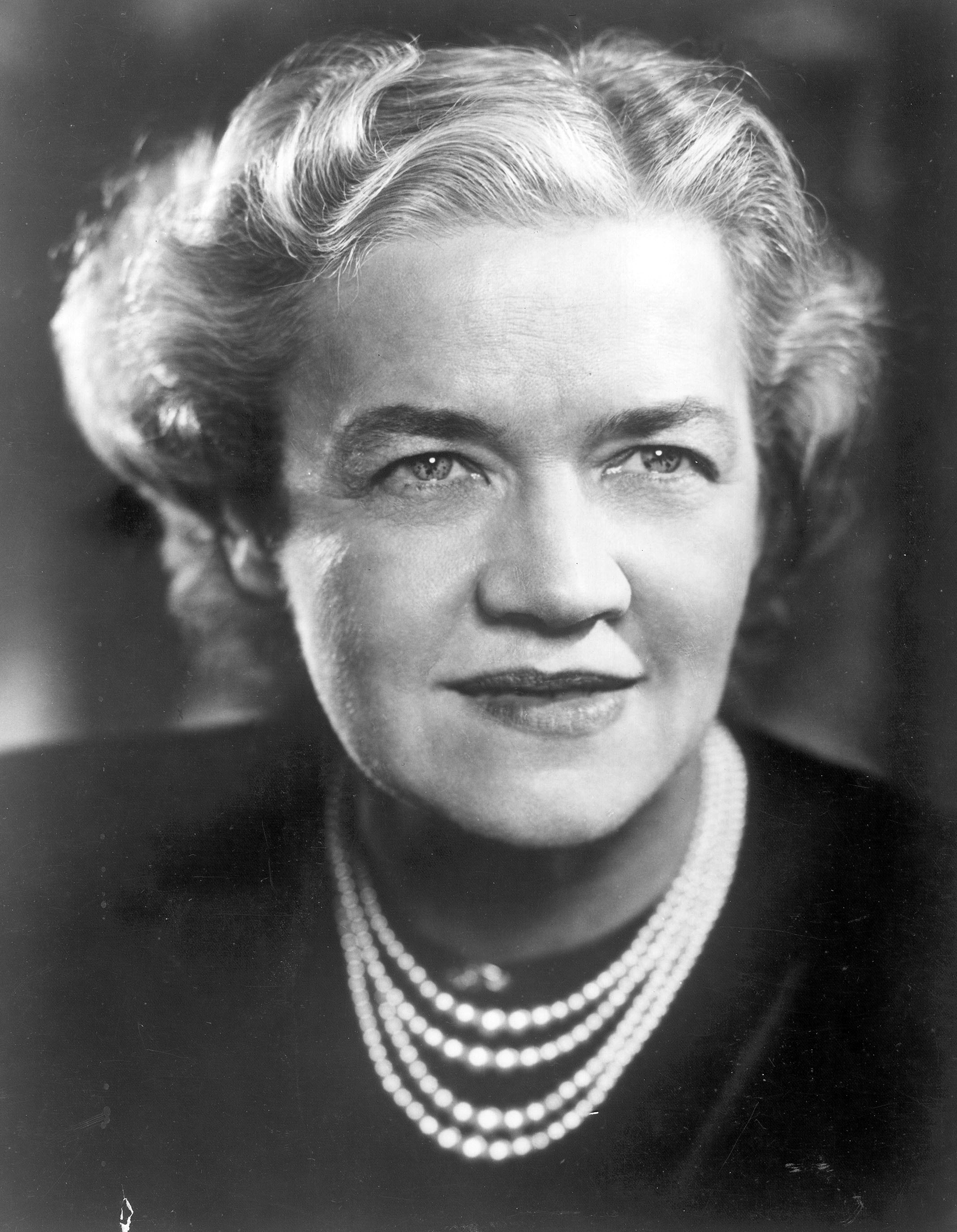
M・C・スミス上院議員
名指しはしなかったもののマッカーシーの「赤狩り」を批判する「良心の宣言」を発表した

1950年から1953年の間マッカーシーは、政府が内部にいる共産主義者を扱うことに失敗しているという非難をし続けたが、一方で彼が一夜でスターダムにのしあがったことは、力ある国民的追随者とかなりの収入を得ることになった。彼の収入は上院の委員団により調査され、その結果、彼のキャンペーンにおける問題ある行動と財政的な不正行為が明らかとなったが、法律的行動に出るための根拠を見つけられなかった。マッカーシーの赤狩りに告発者として協力したのは、ロナルド・レーガン、リチャード・ニクソン、ウォルト・ディズニー、ゲイリー・クーパー、ロバート・テイラー、エリア・カザンらだった。ディズニーは戦時中より熱烈な右翼として全米にその名が知られており、また、カザンは映画界の仲間を売ったという十字架を生涯背負うことになった。右派の政治家と、右翼活動家だったニクソン、レーガンの両名は後に大統領にまで上り詰めたが、ニクソンはウォーターゲート事件のため、不名誉な辞任をせざるを得なくなった。赤狩りでは、いわゆる「ハリウッド・テン」が訴追され、追放された。また、チャーリー・チャップリンやジョン・ヒューストン、ウィリアム・ワイラーらも影響を受けた。グレゴリー・ペック、ヘンリー・フォンダ、ハンフリー・ボガードらは、赤狩りに反対した。
1952年における共和党の選挙勝利（大統領選勝利は20年ぶり）には、彼の攻撃が助けとなった。敗北した民主党候補者のうち、少なくとも一人は、マッカーシーによる非難に原因の一端がある。選挙勝利後、党の指導者は彼の人気の大きさをリベラルな民主党員を攻撃するための武器と認め、彼を上院政府活動委員会常設調査小委員会（英語: United States Senate Homeland Security Permanent Subcommittee on Investigations）の委員長に任命した。しかし彼が信頼できないところ、及び言い逃れしようとするところは、決して党（特にドワイト・D・アイゼンハワー大統領）に完全には信用されていないことを意味した。
彼の委員会は、下院非米活動委員会と上院内部安全小委員会とは異なって、政府機関に焦点を合わせた。それは最初「アメリカの声」の官僚組織への調査を行い、そして国務省の海外情報図書館から親共産主義的文献と考えられるものを強制排除させた。そればかりか政府与党に属しているにも関わらず、政府内部における共産主義者が影響力を及ぼしていると非難を始め、アイゼンハワーの怒りを買うことになった。彼は今も続いている人気からマッカーシーに公然と反対しようとはしなかったが、しかし今やマッカーシーを危険なルーズ・キャノン（自分勝手で信頼できない人物）と考え、彼を影響力ある位置から引き離すために秘密裏に工作するなど距離を一層置く様になった。
それでもマッカーシーに対する支持は止まることを知らず、ジョンズ・ホプキンズ大学教授のオーウェン・ラティモアを「合衆国におけるソビエトのNo.1スパイだ」として告発したばかりか、彼の前任上院議員だったラフォレット・ジュニアにまで調査の手を伸ばし、結果的に彼を自殺に追い込んでいる。

### 失脚

#### 陸軍との対立
1953年の秋、マッカーシーの委員会はアメリカ陸軍への調査を始めたが、それは彼にとってマイナスの結果となった。委員会は、陸軍通信部隊におけるスパイ団を暴露しようとしたが失敗、委員会は歯科医官アーヴィング・ペレスを召喚したが、彼は立証のための質問で、20回にわたって権利章典修正第5条に基づく黙秘権を行使した。ペレスは軍隊の人間を共産党に勧誘したことを告発された。彼は「破壊組織」のメンバーに関する国防省のフォームにおける質問に答えることを拒否し、陸軍軍医総監は1953年初めに彼の解雇を勧告した。マッカーシーはペレスがその勧告のあと解雇されずに、そのかわり少佐の地位に昇進したことについて、真剣な関心があることを表明した。
この後者の問題を調査する中で、マッカーシーはラルフ・W・ツウィカー大将に対する扱いに関して、メディアを敵対的な側に回すことになった。マッカーシーはツウィカーの理解力を「5歳の子ども」の理解力と揶揄し、「大将の制服を着るにふさわしくない」と述べた。1954年初め、陸軍はマッカーシーと彼の助手で弁護士のロイ・コーンを、もう1人のかつての援助者でコーンの友人のG・デビッド・シャインに対し好都合な扱いをするよう、陸軍に対し圧力をかけたと告発した。マッカーシーは、非難は不誠実によるものであり、ツウィカーへの質問に対する報復であると主張した。

#### ロイ・コーン

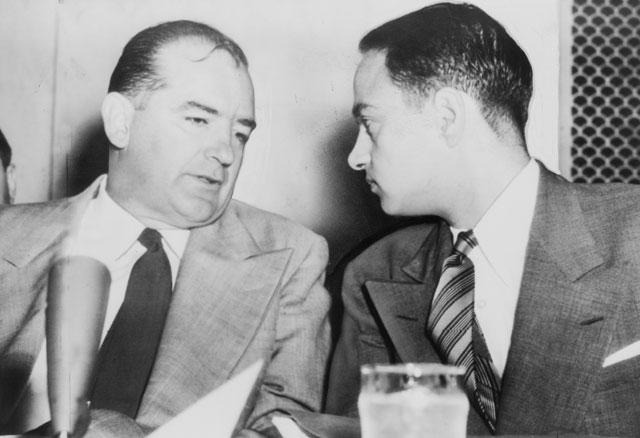
マッカーシーとコーン

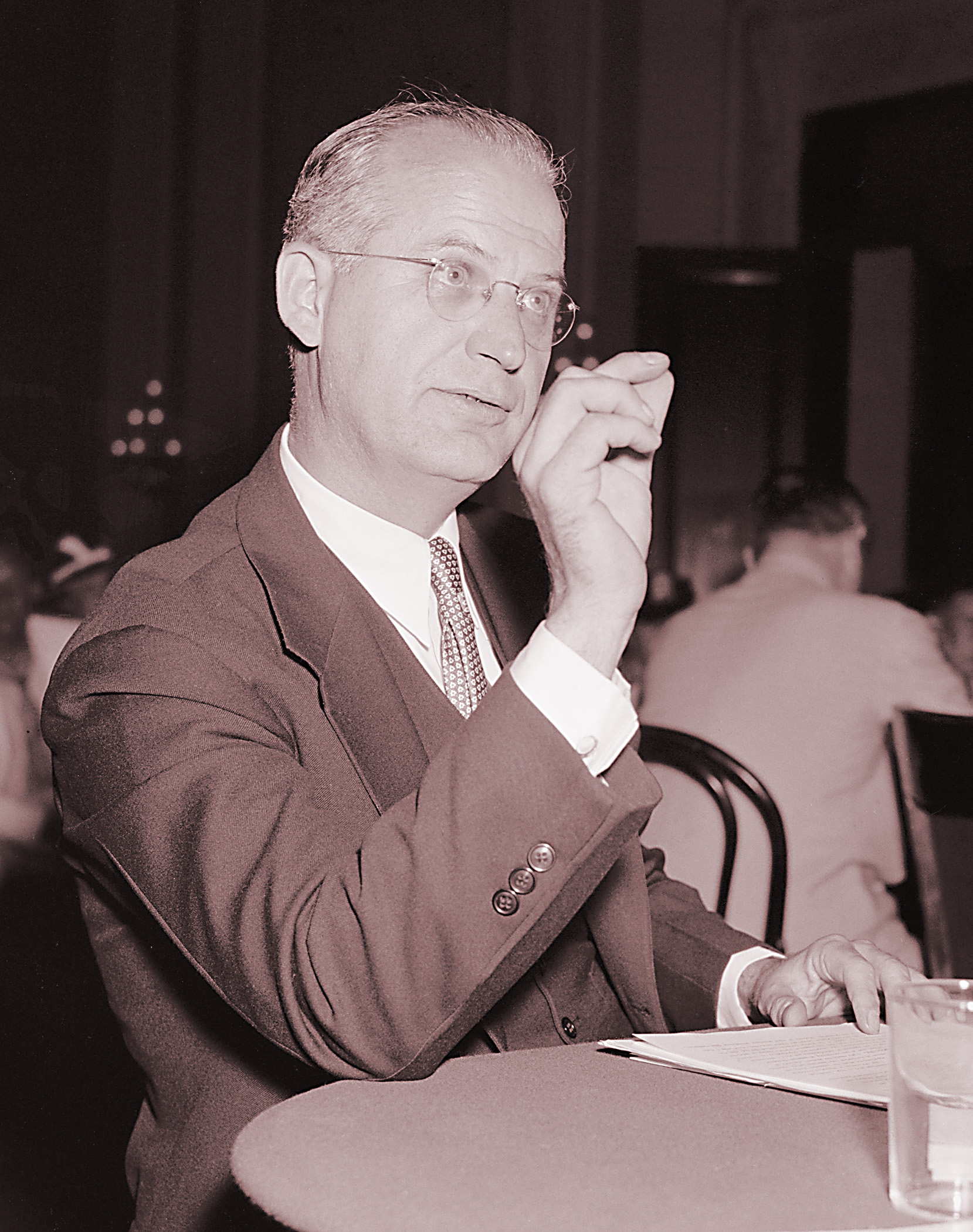
J・B・マシューズ

昇進にあたって、マッカーシーは上院調査小委員会のスタッフを本質的に入れ替えたが、普通、前任者を解職することはない。注目すべきはロイ・コーンであった。コーンは、以前の商務省の雇用者でアメリカ共産党のメンバーに関し偽証で有罪となったウィリアム・レミントン、ローゼンバーグ夫妻への熱心な告発や、そしてアメリカ共産党指導者への裁判で知られていた。なお、1995年に公開されたベノナの写しは、レミントンとジュリアス・ローゼンバーグがソ連のために働いていたことを証明したが、後述の通りマッカーシー自身はそのような証拠には触れていなかったとみられる（また、エセル・ローゼンバーグのスパイ行為は証明されていないが、夫のスパイ行為を知っていたことは証明されている）。
マッカーシーが小委員会の会議を主催することになった時、コーンは、何の法律的経験も持たない26歳の検察官だった。そのこともあり、コーンは聴聞を公開の場でやりたがらない傾向があった。これはマッカーシーの「議会秘密会」と「記録しない」会議を首都から遠く離れたところで行い、公開の精査と質問を最小限にするという好みとうまく混ざりあった。コーンは、調査のために「反ユダヤ主義的動機」という非難を避けることを選んだが、調査を追求する自由を与えられていた。
2、3人の注目すべき人物が、マッカーシーが委員会を主催するようになってすぐに委員会を辞めたが、その中にロバート・ケネディもいた。彼は委員会の「赤狩り」でも当初は活躍しマッカーシーとの関係も終生良好だったが、馬の合わないロイ・コーンとは文字通り殴り合いをした。辞職の際、ロバートは「他の委員（の辞職理由）に同調したわけでは無い」と言明している。
これらの辞職によりジョセフ・B・マシューズが執行指揮者に任命された。マシューズは以前に「共産主義者戦線組織」を渡り歩いた経験の持ち主だったが、1930年代に急進的な傾向への嫌気から転向し過激な反共活動家となった。またメソジスト牧師でもあったことから「マシューズ博士」と呼ばれていたが、神学博士号はおろか神学校の単位を取っていなかった。後年マシューズは、「我々の教会のアカども」という文書でプロテスタントの聖職者内の共産主義への共感を書いたために、複数の上院議員の怒りを買い執行指揮者を辞めざるを得なくなった。だがマッカーシーが小委員会での人事権について影響力を維持したことから、更に何人もの辞職者が生まれることになる。

#### 凋落
マッカーシーが、批判の矛先を陸軍にまで向けたことが命取りとなった。彼は、まず陸軍内にスパイ網が存在すると主張したが、それを立証することができなかった。次にアーヴィング・ペレスが、自身の政治活動に関して軍当局に回答することを拒否したため、名誉除隊させられたことを取り上げた。マッカーシーはペレスがソ連のスパイであると主張し、軍法会議にかけるよう参謀総長のロバート・スティーヴンスに圧力をかけた。
マッカーシーの厚顔無恥な攻撃に激怒した陸軍は、反撃に出た。陸軍は、過去にマッカーシーの事務所で働いていて当時徴募されていた兵士デイヴィッド・シャインについて便宜をはかるようマッカーシーとコーンが軍に依頼していたことを暴露し、さらにコーンとシャインが同性愛の関係にあったとみられることをマスメディアにリークした。1954年4月から上院において陸軍・マッカーシー問題特別委員会が開かれ、これがテレビで中継されたことで、アメリカ国民のマッカーシーに対する支持率は急落し、共和党政治家の中にもマッカーシーを見限る者が現れ始めた。

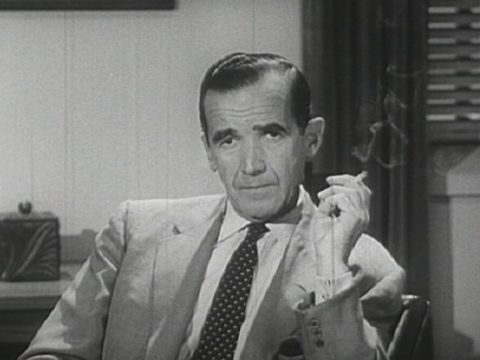
エドワード・R・マロー

これとほぼ同時に、ジャーナリストのエドワード・R・マローによるCBSのドキュメントシリーズ「See it Now（今それを見よ）」が放送された。1954年に放送された番組内で、マローはミシガン州空軍予備役のマイロ・ラドゥロヴィック中尉が、「父親と妹が共産主義者だという内部告発があった」というだけの理由で、州空軍からの除隊勧告を受けたことに対して異議を申し立てた。当然のことながらマッカーシーは自分の方針に沿ったこの空軍の決定に対し支持を与えていた。なお、このような番組を流す動きに対して空軍からCBSに対して圧力があったものの、マローらはこれをはねつけ放送を行った。
またこの放送に続いて、1954年3月9日に放映された「See it Now」の30分間の特別番組「A Report on Senator Joseph McCarthy（ジョセフ・マッカーシー上院議員についてのレポート）」の中で、当時アメリカ中のあらゆるマスコミが、自分自身が赤狩りの標的になることを恐れ、マッカーシーに対する批判を控えていた中で、強引かつ違法な手法で自らがターゲットとした個人や組織への攻撃を行う彼のやり方を鋭く批判した。この回の放送のほとんどは、マッカーシー自身の過去の演説のクリップで、このクリップの中で彼は民主党を「20年間にわたる裏切り」（1933年 - 1953年）と非難し、陸軍大将を含む証人をどなりつけていた。
その後番組内において反論の機会を得たマッカーシーは、マローのことを「ソ連の秘密警察と関係がある団体と関係を持っていた」、「政府からテロ組織と指定された団体の構成員であった（これらのような事実はない）」などと非難したものの、マローによるこの一連の放送は、陸軍との対立により強まってきていた大衆によるマッカーシーに対する不信を後押しし、反マッカーシー派を勇気づける結果となった。この経緯は後にジョージ・クルーニーにより『グッドナイト&グッドラック』として映画化されている。なお、ラドゥロヴィック中尉への除隊勧告は、その後ミシガン州空軍内で調査が行われた結果を受けて撤回された。

#### 上院譴責決議

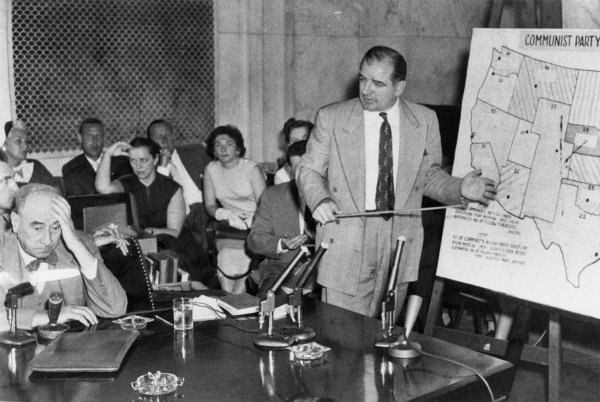
公聴会でウェルチ（左）を問責するマッカーシー
この一部始終はテレビで全米に中継された。

マッカーシーはその後も、アメリカ陸軍を追及する委員会において、コーンとともに陸軍内の「共産主義シンパ」の浸透を許したと、アメリカ軍の上層部を告発したが、6月9日に全米へ中継された公聴会では、マッカーシーの攻撃的かつ侮辱的な問責が目立ち、喚問された陸軍側弁護士のジョセフ・ウェルチから、逆に告発の内容の信憑性の低さを指摘された上に終いには、この様に叱責されるお粗末さだった。
全米に放送されたこのシーンは、その後のマッカーシーの没落の象徴として多く流されることになる。
さらにその後、共和党のラルフ・フランダース上院議員が、1954年6月11日にマッカーシーに対する譴責決議案を発議し、アーサー・V・ワトキンス上院議員率いる委員会が組織され、マッカーシーに対する調査を開始した。その後、上院は1954年12月2日に、65対22でマッカーシーを「上院の品位を損ね、それへの批判を生む行動をした」とした譴責決議を採択した。
マッカーシーの決定的な没落の原因が、一連の陸軍への調査と、その後のマローの番組であることは確かであるとしても、アメリカ合衆国上院の何人かの議員がマッカーシーに対し、1953年のだいぶ前から反対していた事は注目する価値がある。一つの例はマーガレット・チェイス・スミスであり、メイン州選出で当時の米上院では、唯一の女性議員だったスミスは、1950年6月1日の「良心の宣言」の中で、マッカーシーを名指しはしなかったものの（それは上院のルールにより要求されていた）マッカーシーのやり方を非難している。6人の上院議員の同僚がスミスに加わっている。

#### マッカーシーへの支持

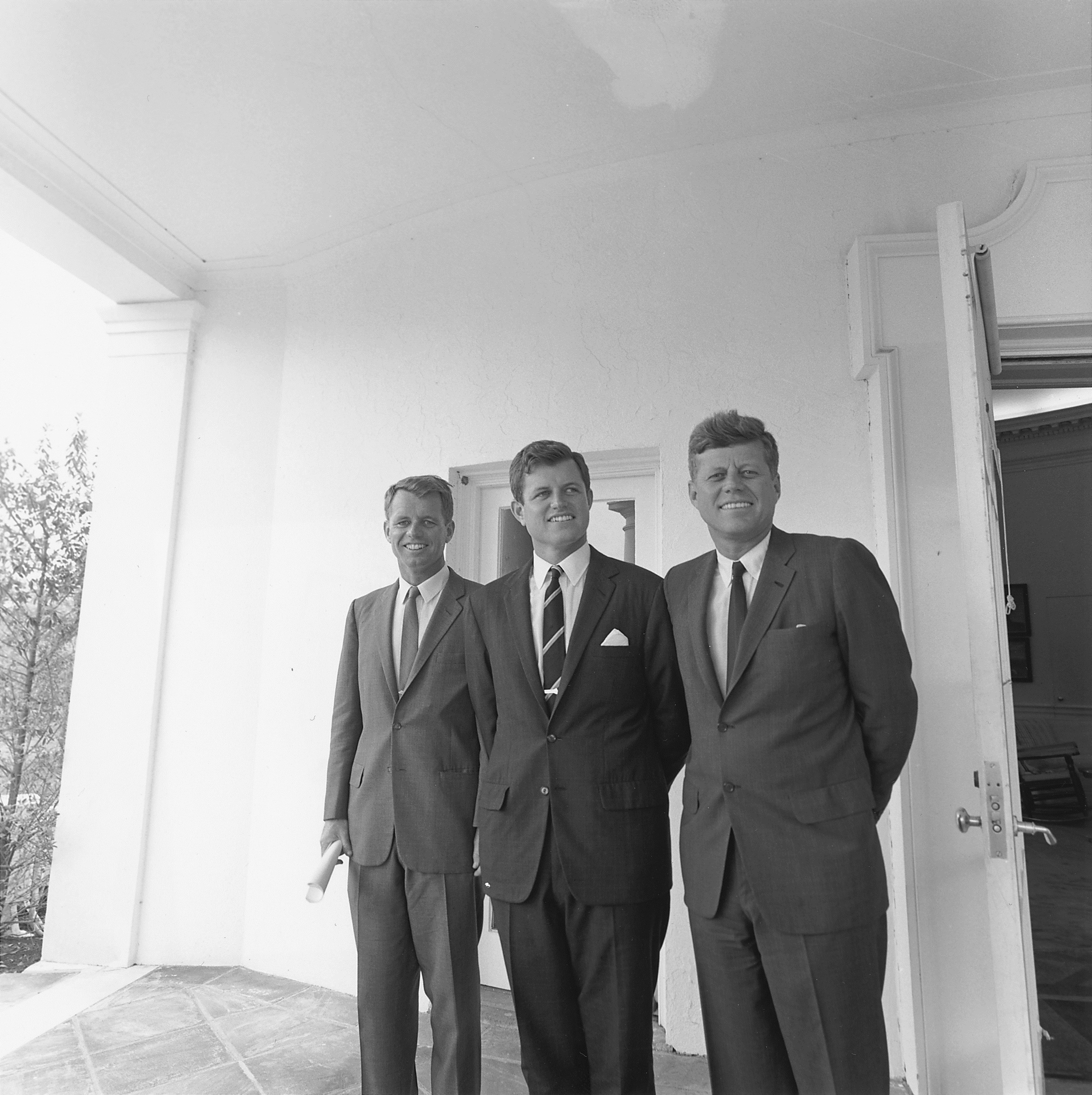
ジョン（右）ロバート（中）エドワード（左）のケネディ兄弟

しかし、その後もマッカーシーを擁護する議員も存在した。同じカトリック信者で同僚議員としてマッカーシーと関係が好かったものの、民主党の方針でマッカーシーの譴責決議案に賛成票を投じざるをえなかったジョン・F・ケネディは、「かねてから必要とされていた手術を受ける」ことを口実に投票を棄権している。
なお、後世に良く言われるように「上院の譴責決議の前にマッカーシーが大衆の人気を失っていた」という報道は事実に反している。マローの番組をはじめとするマッカーシーへのバッシングがピークに達し、上院の譴責決議まであと数ヶ月という時のギャラップ世論調査では、マッカーシーの行動への支持率は50%、不支持率は29%だった。1950年から1954年（マッカーシーの反共運動期間）にかけての同調査では、カトリックのマッカーシー支持者が56%、不支持者が29%、プロテスタントの支持者は45%、不支持者は36%であった。

### 死去

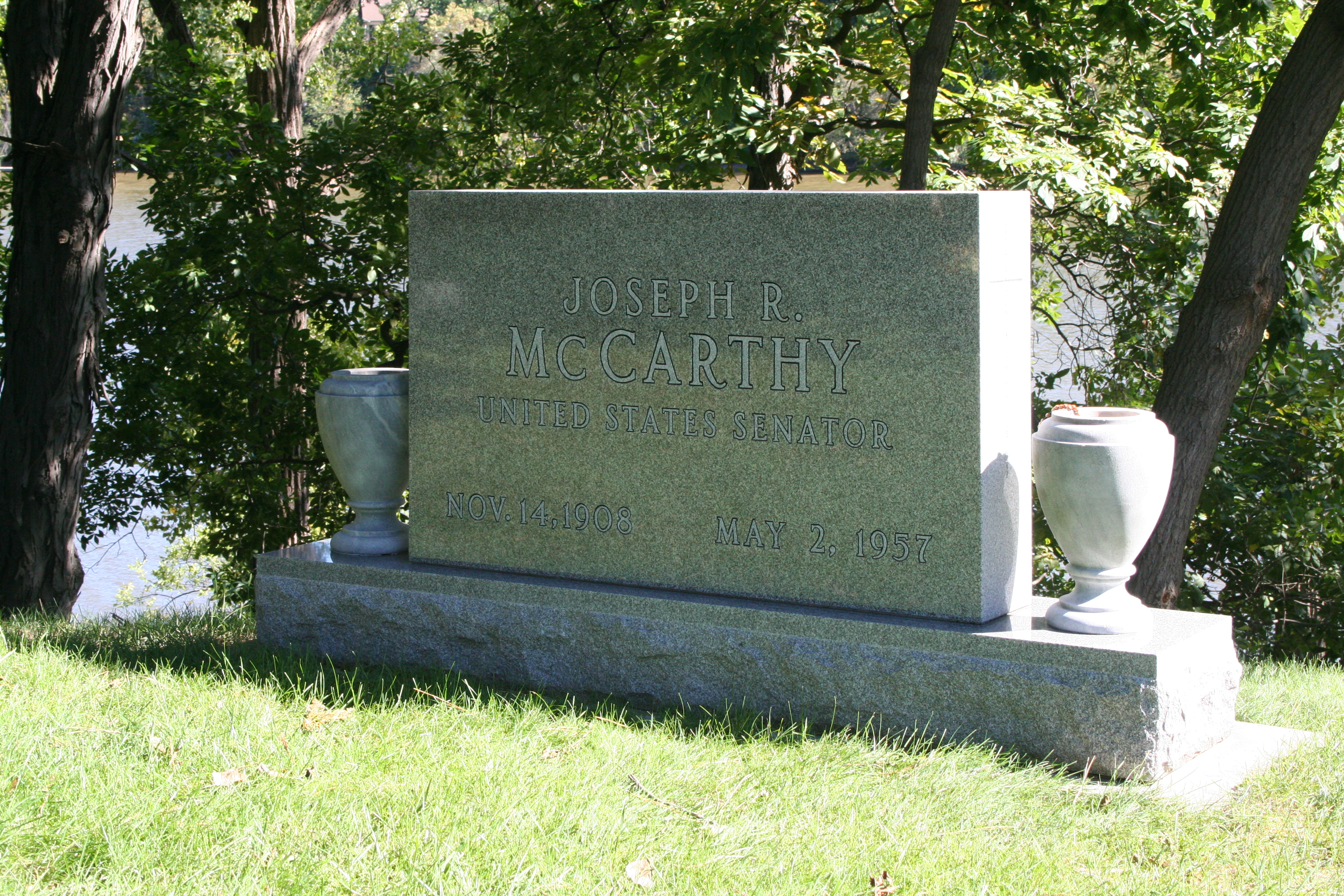
マッカーシーの墓石

マッカーシーは大酒飲みで、このことにより多くの記者との忌憚のない関係が築かれたが、上院での譴責とその後に巻き起こった批判、その結果の没落はマッカーシーに怒りと落胆を引き起こし、身体を蝕んだ。上院での譴責を受けて事実上失脚したマッカーシーはその後表舞台へ出ることもなく、その後急性肝炎でベセスダ海軍病院で1957年5月2日に死去した。48歳没。
上院での譴責こそ受けたものの、死去に際しては上院の議場で告別式が催され、当時の上院議員としてはまれな国葬の栄誉をあずかった。
カトリック信徒であったため、葬儀は聖マタイ大聖堂で多くの司祭の立ち会う荘厳ミサとして行われた。マッカーシーの棺が安置されたワシントンの葬議場の外には、早朝から深夜まで弔問に訪れた市民3万人が列をなした。ウィスコンシン州アップルトンのセントメアリー墓地に葬られた。妻のジーンと養女のチィアニーが後に残された。

## ベノナ
1995年、ベノナ（ソ連暗号解読プロジェクト）が機密扱いを外され、ソ連の暗号通信の内容が明らかになった結果、具体的な数には関係なく、ソ連のスパイ行為はマッカーシーの見積もりよりも、さらに大規模なものだったことが判明している。ベノナは特にソ連のスパイに色々な方法で協力した合衆国の市民、移民、そして永住者を含む少なくとも349人の人々について言及している。マッカーシーはベノナ秘密情報への接触はなく、彼の情報は他の情報源からだと信じられている（FBIのフーヴァー長官からだという）。
ベノナはマッカーシーにより調査されたある人物達が事実ソ連のスパイであることを明らかにしている。たとえば、メリー・ジェイン・キーニーはマッカーシーにより単に「共産主義者」とされているが、実際には彼女も、その夫もソ連のスパイだった。マッカーシーにより名指しを受けたロークリン・カーリーは、ルーズベルト大統領の特別顧問だったが、ベノナによりソ連のスパイであることが確かめられた。

## 著書
- "America's Retreat from Victory - The Story of George Catlett Marshall", 1951年
  - 『共産中国はアメリカがつくった－G・マーシャルの背信外交』
　本原俊裕訳、副島隆彦監修・解説、成甲書房, 2005年。ISBN 4880861928